# Giáp (Thiên can)
Giáp (甲) là một trong số 10 can của Thiên can, thông thường được coi là thiên can thứ nhất. Do sử dụng thiên can địa chi có tính tuần hoàn nên có thể coi đứng trước nó là Quý, đứng sau nó là Ất.
Về phương hướng thì Giáp chỉ hướng bắc đông bắc. Theo Ngũ hành thì Giáp tương ứng với Mộc, theo thuyết Âm-Dương thì Giáp là Dương.
Thiên can gắn liền với chu kỳ sinh trưởng của thực vật. Giáp chỉ vỏ hạt cây cỏ.
Năm trong lịch Gregory ứng với can Giáp kết thúc là 4. Ví dụ 1974, 1984, 1994, 2004, 2014, 2024 v.v.

## Các can chi Giáp
- Giáp Tý
- Giáp Dần
- Giáp Thìn
- Giáp Ngọ
- Giáp Thân
- Giáp Tuất